# 黑斑卡拉鲾
黑斑卡拉鲾（学名：Karalla daura）又名黑斑鲾，为鲾科卡拉鲾属的鱼类，于1829年由乔治·居维叶描述。该物种主要分布于南洋群岛以及中国南海等海域，多见于热带海的近岸区域。